# Gienrich Srietienski
Gienrich Gienrichowicz Srietienski, ros. Генрих Генрихович Сретенский (ur. 23 lipca 1962 w Moskwie) – radziecki łyżwiarz figurowy, startujący w parach tanecznych z Natalją Annienko. Uczestnik igrzysk olimpijskich w Calgary (1988), wicemistrz Europy (1988) oraz 4-krotny wicemistrz Związku Radzieckiego (1986–1989).
Po zakończeniu kariery amatorskiej w 1989 roku przez cztery lata Annienko i Srietienski występowali w rewii łyżwiarskiej Stars on Ice. Później Srientienski zaczął pracować jako trener łyżwiarstwa w The Gardens Ice House w Laurel.
Jest żonaty.
We wrześniu 2012 roku został aresztowany w związku z zawiadomieniem o możliwym popełnieniu przestępstwa na tle seksualnym złożonym w Nowym Jorku. Jego adwokat powiadomił, że Srietienski nie przyznaje się do winy. Jednak w styczniu 2013 r. przyznał się do winy i otrzymał roczną karę pozbawienia wolności, która została warunkowo zawieszona.

## Osiągnięcia
Z Natalją Annienko
| Zawody                     | 82–83          | 83–84          | 84–85          | 85–86          | 86–87          | 87–88          | 88–89          |                |                |                |                |                |                |                |                |                |                |
| Międzynarodowe             | Międzynarodowe | Międzynarodowe | Międzynarodowe | Międzynarodowe | Międzynarodowe | Międzynarodowe | Międzynarodowe | Międzynarodowe | Międzynarodowe | Międzynarodowe | Międzynarodowe | Międzynarodowe | Międzynarodowe | Międzynarodowe | Międzynarodowe | Międzynarodowe | Międzynarodowe |
| -------------------------- | -------------- | -------------- | -------------- | -------------- | -------------- | -------------- | -------------- | -------------- | -------------- | -------------- | -------------- | -------------- | -------------- | -------------- | -------------- | -------------- | -------------- |
| Igrzyska olimpijskie       |                |                |                |                |                | 4              |                |                |                |                |                |                |                |                |                |                |                |
| Mistrzostwa świata         |                |                | 7              | 4              | 4              | 4              |                |                |                |                |                |                |                |                |                |                |                |
| Mistrzostwa Europy         |                |                | 5              | 3              | 3              | 2              | 3              |                |                |                |                |                |                |                |                |                |                |
| Golden Spin of Zagreb      | 1              |                |                |                |                |                |                |                |                |                |                |                |                |                |                |                |                |
| Memoriał Karla Schäfera    |                |                |                |                |                | 1              |                |                |                |                |                |                |                |                |                |                |                |
| Prize of Moscow News       |                | 5              | 4              | 3              | 2              | 3              |                |                |                |                |                |                |                |                |                |                |                |
| Skate Canada International | 3              | 3              |                |                | 1              |                | 1              |                |                |                |                |                |                |                |                |                |                |
| St. Ivel International     |                |                | 2              | 1              |                |                |                |                |                |                |                |                |                |                |                |                |                |
| Zimowa Uniwersjada         | 1              |                |                |                |                |                |                |                |                |                |                |                |                |                |                |                |                |
| Krajowe                    |                |                |                |                |                |                |                |                |                |                |                |                |                |                |                |                |                |
| Mistrzostwa ZSRR           |                | 3              | 3              | 2              | 2              | 2              | 2              |                |                |                |                |                |                |                |                |                |                |